# Cassolus
Cassolus là một chi bọ cánh cứng thuộc họ Scarabaeidae.